# HMS Fearless (H67)
HMS Fearless (H67) là một tàu khu trục lớp F được Hải quân Hoàng gia Anh Quốc chế tạo vào đầu những năm 1930. Trong Chiến tranh Thế giới thứ hai, nó hoạt động chủ yếu tại Địa Trung Hải cho đến khi bị đánh đắm sau khi trúng ngư lôi từ máy bay Ý vào tháng 7 năm 1941.

## Thiết kế và chế tạo
Lớp tàu khu trục F có đặc tính tương tự như Lớp tàu khu trục C và D dẫn trước vào năm 1931, nhưng có dáng lườn tàu và cầu tàu được cải tiến, được bố trí ba phòng nồi hơi thay vì hai, và pháo QF 4,7 inch (120 mm) có thể nâng đến góc 40° thay vì 30° như ở lớp trước.
Fearless được đặt hàng trong Chương trình Chế tạo Hải quân 1932. Nó được đặt lườn vào ngày 17 tháng 7 năm 1933 tại xưởng tàu của hãng Cammell Laird ở Birkenhead; được hạ thủy vào ngày 12 tháng 5 năm 1934 và hoàn tất vào ngày 22 tháng 12 năm 1934.

## Lịch sử hoạt động
Vào ngày 3 tháng 7 năm 1940, Fearless tham gia Chiến dịch Catapult, cuộc tấn công Hạm đội Pháp còn theo phe Vichy Pháp tại Mers-el-Kébir, và đã nằm trong thành phần hộ tống cho chiếc tàu sân bay Ark Royal và các tàu chiến khác trong cuộc không kích nhắm vào thiết giáp hạm Pháp Dunkerque hai ngày sau đó. Đến ngày 8 tháng 7, nó hộ tống cho các con tàu của Lực lượng H trong kế hoạch tấn công Cagliari (Chiến dịch MA5), vốn bị hủy bỏ do các cuộc không kích của Ý. Cuộc tấn công cuối cùng cũng tiến hành vào ngày 2 tháng 8 (Chiến dịch Crush); nhưng vào ngày 4 tháng 8, trong khi quay trở về Anh, Fearless bị tai nạn va chạm với chiếc tàu đánh cá vũ trang Flying Wing, phải được sửa chữa tại xưởng tàu Barclay Curle tại Clyde. Vào ngày 11 tháng 10, nó chuẩn bị hoạt động trở lại cùng Chi hạm đội Khu trục, nhưng đến ngày 30 tháng 10, nó lại gặp tai nạn va chạm với chiếc SS Lanark  tại Greenock. Công việc sửa chữa tiến hành tại Troon, và Fearless chỉ quay trở lại làm nhiệm vụ tại Gibraltar vào tháng 1 năm 1941.
Vào ngày 31 tháng 1 năm 1941, nó tham gia Chiến dịch Picket, cuộc không kích nhắm vào đập Tirso trên đảo Sardinia, cũng như trong Chiến dịch Grog, cuộc bắn phá hải pháo xuống Genoa vào ngày 6 tháng 2. Vào tháng 3, Fearless cùng ba tàu khu trục khác của Chi hạm đội được bố trí cùng tàu tuần dương Sheffield để đánh chặn một đoàn tàu vận tải thuộc phe Vichy. Một nỗ lực sau đó nhằm chiếm giữ chiếc tàu buôn Pháp Bangkok ngoài khơi cảng Ghazaouet, Algérie bị ngăn trở do hỏa lực pháo phòng thủ duyên hải. Đến đầu tháng 4, Fearless và bốn tàu khu trục khác đã hộ tống cho Sheffield, tàu chiến-tuần dương Renown và tàu sân bay Ark Royal trong Chiến dịch Winch nhằm chuyển giao 12 máy bay tiêm kích Hurricane đến Malta. Cuối tháng đó, nó nằm trong thành phần bảo vệ cho cùng các con tàu trên hộ tống Lực lượng S, một nhóm các tàu tăng cường cho hạm đội tại Alexandria trong khuôn khổ Chiến dịch Salient.
Vào đầu tháng 5, Fearless cùng năm tàu khu trục khác đã hộ tống cho thiết giáp hạm Queen Elizabeth cùng các tàu tuần dương Naiad, Fiji và Gloucester đến tham gia hạm đội tại khu vực Đông Địa Trung Hải. Đây là một phần của Chiến dịch Tiger, bao gồm một đoàn tàu vận tải tiếp liệu vận chuyển xe tăng đến khu vực Trung Đông và chuyển giao các tàu chiến. Sau khi đi đến Malta vào ngày 12 tháng 5, Fearless tiến hành hoạt động quét mìn để các tàu chiến thuộc Chi hạm đội Khu trục 5 có thể rời cảng một cách an toàn cho một đợt tấn công các đoàn tàu vận tải Ý. Vào ngày 19 tháng 5, nó cùng ba tàu khu trục khác hộ tống cho tàu tuần dương hạng nặng London bảo vệ cho việc chuyển giao máy bay đến Malta do các tàu sân bay Ark Royal và Furious thực hiện.
Đến tháng 6, Fearless được điều về Đại Tây Dương cho các hoạt động chống tàu ngầm cùng chi hạm đội. Vào ngày 16 tháng 6, nó cùng bốn tàu khu trục khác đã đánh chìm tàu ngầm U-boat Đức U-138 ngoài khơi Gibralta. Sang ngày 22 tháng 6, nó được bố trí cùng bốn tàu khu trục khác để ngăn chặn một tàu tiếp liệu Đức bị phát hiện đang tiến đến bờ biển Pháp. Họ đã cứu được 78 tù binh Anh bị bắt giữ trên các con tàu bị các tàu cướp tàu buôn Đức đánh chìm.
Vào tháng 7, Fearless quay lại hoạt động cùng Lực lượng H tại Địa Trung Hải. Đến ngày 20 tháng 7, nó tham gia Lực lượng X trong Chiến dịch Substance, một đoàn tàu vận tải khác đến Malta. Vào ngày 23 tháng 7, đang khi hộ tống cho tàu sân bay Ark Royal, nó bị hư hại nặng do trúng ngư lôi phóng từ một máy bay Savoia-Marchetti SM.79 của Ý. Khi lệnh bỏ tàu được đưa ra, thủy thủ đoàn của nó được chiếc tàu chị em Forester cứu vớt, và xác tàu đang bốc cháy của nó bị Forester phóng ngư lôi đánh chìm ở khoảng 50 hải lý (93 km) về phía Bắc Đông Bắc Bône, Algérie, ở tọa độ 37°40′B 08°20′Đ / 37,667°B 8,333°Đ.